# Wyśmierzyce
Wyśmierzyce este un oraș în Polonia.